# Champsodon atridorsalis
Champsodon atridorsalis és una espècie de peix marí pertanyent a la família dels campsodòntids i a l'ordre dels perciformes.

## Descripció
El cos, allargat, fa 12 cm de llargària màxima. 4-6 espines i 18-23 radis tous a les dues aletes dorsals i cap espina i 16-21 radis tous a l'anal. Aleta caudal bifurcada. Aletes pectorals amb 12-16 radis tous i pelvianes amb 1 espina i 5 radis tous. 29-33 vèrtebres. Terç distal de la primera aleta dorsal de color negre atzabeja. Dues línies laterals no interrompudes.

## Alimentació
El seu nivell tròfic és de 3.

## Hàbitat i distribució geogràfica
És un peix marí, demersal (entre 0 i 326 m de fondària) i de clima tropical, el qual viu a l'Índic i al Pacífic occidental: el Vietnam, les illes Filipines, Indonèsia i Austràlia (el Territori del Nord i Austràlia Occidental), incloent-hi el mar de la Xina Meridional i, possiblement també, la Xina.

## Observacions
És inofensiu per als humans i el seu índex de vulnerabilitat és baix (10 de 100).